# Etta McDaniel
Etta McDaniel (1 de diciembre de 1890-13 de enero de 1946) fue una actriz estadounidense que apareció en más de 60 películas entre 1933 y 1946. Fue hermana del actor Sam McDaniel y de la actriz y ganadora del Premio Óscar Hattie McDaniel.

## Primeros años
McDaniel nació en Wichita, Kansas. Comenzó su carrera en el entretenimiento como miembro de espectáculos de ministril junto con varios miembros de su familia. Etta se casó con John Alfred Goff el 2 de diciembre de 1908 en Denver, Colorado. Su hijo fue Edgar Henry Goff.

## Carrera
En 1914, en este punto, Etta Goff, y su hermana Hattie McDaniel lanzaron un espectáculo de ministril exclusivamente femenino, llamado McDaniel Sisters Company.
El debut cinematográfico de Etta McDaniel fue en la película King Kong de 1933, interpretando a la mujer nativa que salva a su bebé del gorila gigante que se acerca. Luego se convirtió en actriz secundaria o extra, frecuentemente en papeles no acreditados, actuando como sirvientas y niñeras, incluido Lawless Nineties, 1936, una película de género wéstern protagonizado por John Wayne. McDaniel murió en Los Ángeles, California, a los 55 años.

## Filmografía parcial
- King Kong (1933) como Mujer Nativa
- Personal Maid's Secret (1935) como Sirvienta
- The Prisoner of Shark Island (1936)
- Lawless Nineties (1936)
- The Magnificent Brute (1936)
- Termites of 1938 (1938)
- Life with Henry (1941)
- Johnny Doughboy (1942)
- The Great Man's Lady (1942)
- Son of Dracula (1943)